# Lészped
Lészped település Romániában, Bákó megyében.

## Fekvése
Gerlény északkeleti szomszédjában fekvő település.

## Története
Lészped (Lespezi) moldvai csángó település Bákó megyében. Lakói a mádéfalvi veszedelem (1764) után menekültek Moldvába. A település több tanyából alakult ki egy faluvá.
1930-ban 1058 katolikus lakosa közül majdnem mindenki magyar anyanyelvűnek vallotta magát. Az 1940-es években 14 család települt át Magyarországra, ahol végül Baranyában találtak új otthont.
A 2005-ben tartott népszámlálás szerint 3700 katolikus lakosa volt.
1948-ban több mint 100 moldvai faluban létesítettek magyar iskolát és óvodát. Ezeket néhány év múlva felszámolták; a legtovább Lészpeden működött 1960-ig (a többi moldvai csángó faluban az ötvenes évek elején megszüntették), majd a romániai rendszerváltás után az elsők között itt indult újra. 1990 után Farkas József és Fehér Katalin a saját otthonukban tanították a gyerekeket. Ezért hatósági üldöztetésben volt részük. Ma Márton Attila tanár már több, mint 240 gyermeket oktat  az iskolában a magyar nyelvre. 
Domokos Pál Péter és Lükő Gábor gyűjtőútjai során itt is sok szellemi értéket gyűjtött össze.

## Nevezetességek
- Régebbi temploma 1886-ban Szent Anna tiszteletére épült.

- Újabb templomuk 1990-ben lett készen.

- Ortodox temploma